# Aorta
Aórta (iz starogrškega ἀορτή - aortē, iz ἀείρω - aeirō »dvigujem«) ali velíka telésna odvódnica je največja arterija v človeškem telesu. Izvira iz levega srčnega prekata in poteka v trebuh, kjer se razveji v dve manjši skupni iliakalni arteriji. Aorta prek sistemskega krvnega obtoka oskrbuje vse telo z oksigenirano krvjo.

## Anatomija
V anatomski literaturi se aorta navadno deli v odseke. Eden od načinov opredeljevanja delov aorte je po anatomskem predelku. Torakalna aorta (ali prsni del aorte) poteka od srca do trebušne prepone. Od tam se nadaljuje kot abdominalna aorta (ali trebušni del aorte) do bifurkacije (razcepišča) aorte. Po drugem sistemu se aorta deli po poteku in smeri toka krvi. V tem sistemu se aorta začne kot ascendentna aorta (ascendentni, dvigajoči se del aorte), ki poteka kranialno od srca in se obrne v zavoj, imenovan aortni lok. Del aorte po zavoju poteka kavdalno in ga imenujemo descendentna aorta (ali descendentni, spuščajoči se del aorte). Aorta se konča z razvejitvijo v dve veliki krvni žili, imenovani skupni iliakalni arteriji, in manjšo mediano ležečo žilo, imenovano mediana sakralna arterija.:18
Aorta oskrbuje ves sistemski krvni obtok, kar pomeni, da dobiva kri po njej vse telo, razen respiratorne cone pljuč. V grobem ascendentna aorta oskrbuje srce, veje iz aortnega loka oskrbujejo glavo, vrat in roke, veje iz torakalne descendentne aorte oskrbujejo prsni koš (razen srca in respiratorne cone pljuč), veje iz abdominalne aorte pa oskrbujejo trebuh. Medenica in noge se prehranjujejo iz skupnih iliakalnih arterij.

## Embrionalni razvoj
Pri sesalcih in ptičih se velike arterije razvijejo iz arterij škržnih lokov (aortnih lokov). Žila četrtega aortnega loka se pri njih razvije v aortni lok, žila tretjega aortnega loka v brahiocefalično arterijo ali v koren notranje karotidne arterije, iz šestega škržnega loka pa se razvijejo pljučne arterije. Gladka mišičnina velikih arterij in populacija celic, ki tvorijo aortikopulmonalni septum, ta loči aorto in pljučno arterijo, izvira iz srčnega nevralnega grebena. Ta prispevek nevralnega grebena k razvoju gladke mišičnine velikih arterij je nenavaden, saj večina gladke mišičnine, tudi npr. gladka mišičnina koronarnih arterij, izvira iz mezoderma. Kadar aortikopulmonalni septum velikih žil ne loči, stanje imenujemo persistentni arteriozni trunkus.

## Histološke značilnosti
Aorta je elastična arterija in kot taka razmeroma raztegljiva. Srednji arterijski krvni tlak je najvišji v aorti in se z razvejevanjem žilja zmanjšuje. Razlika v tlaku med aorto in desnim preddvorom omogoča tok krvi v ožilju. Aorta sestoji iz raznolike mešanice gladke mišičnine, živcev, celic intime, endotelijskih celic, fibroblastom podobnih celic in zapleteno zgrajenega zunajceličnega matriksa. Stena aorte sestoji iz več plasti, ki jih imenujemo adventicija, tunika medija in tunika intima. Zaradi debeline njene zunanje plasti prehranjuje razsežna mreža drobnih krvnih žil, imenovanih vasa vasorum. Aortni lok vsebuje baroreceptorje in kemoreceptorje, iz katerih se prenašajo podatki o krvnem tlaku in kislosti krvi ter o ravni ogljikovega dioksida v krvi v podaljšano hrbtenjačo. Te podatke možgani obdelajo, avtonomno živčevje pa posreduje homeostatski odziv.
V tuniki mediji sta kvantitativno najpomembnejši sestavini aortne žilne stene gladka mišičnina in zunajcelični matriks. Osnovna enota aorte je elastična lamela, ki sestoji iz gladke mišičnine in elastičnega matriksa. Srednja plast aorte sesalcev sestoji iz koncentričnih mišičnoelastičnih plasti. Gladkomišična sestavina ne vpliva bistveno na premer aorte, poveča pa togost in viskoelastičnost njene stene. Na biomehanske lastnosti aorte najbolj vpliva elastični matriks. Ta tvori lamele, ki sestojijo iz elastičnih vlaken, kolagena (predvsem tipa III), proteoglikanov in glikozaminoglikanov. Skrčenje levega prekata potisne kri v aorto, kar žilo razširi. To raztezanje odda energijo, ki bo omogočila ohranitev krvnega tlaka v diastoli, saj se tedaj aorta pasivno skrči. Velik vpliv na biomehanske lastnosti ima učinek zračnega meha. Elastični povratek omogoča ohranitev energije črpajočega srca in ublaži pulzacijsko naravo srčnega črpanja.

## Pretok krvi in hitrost pretoka krvi
Pulzacijska narava toka krvi ustvarja pulzni val, ki se širi v arterijsko vejevje, poleg tega pa se na razcepišču aorte odbiti valovi vračajo proti semilunarnim zaklopkam in izvoru aorte. Pritisk teh valov na aortno semilunarno zaklopko se v krivulji aortnega tlaka v srčnem ciklusu izrazi kot dikrotična zareza. S staranjem postaja aorta vse bolj toga, zato se pulzni in odbiti valovi širijo hitreje, s tem pa se zviša krvni tlak. Togost aorte je povezana s številnimi boleznimi in patološkimi stanji, neinvazivne meritve hitrosti pulznega tlaka pa so neodvisen kazalnik hipertenzije. Največja aortna hitrost se označuje kot Vmax, redkeje tudi kot AoVmax.

## Bolezni in druga patološka stanja
- aortna anevrizma
- aortna disekcija
- koarktacija aorte
- transpozicija velikih žil
- ateroskleroza
- Marfanov sindrom
- Ehlers–Danlosov sindrom
- aortna stenoza
- travmatska ruptura aorte

## Galerija
- Torakalna aorta z odcepitvami
- Svinjska aorta na prečnem prerezu z nekaj odcepitvami
- Aorta in pljučna arterija – disekcija fetalnega srca